# Doryodes divisa
Doryodes divisa är en fjärilsart som beskrevs av Walker 1863. Doryodes divisa ingår i släktet Doryodes och familjen nattflyn. Inga underarter finns listade i Catalogue of Life.